# 케미 아구스틴
제르맹 아구스틴(Germain Agustien, 1986년 8월 20일 ~ )는 네덜란드의 축구 선수이다. 포지션은 중앙 미드필더이다.